# Ing Yoe Tan
Ing Yoe Tan (n. 18 aprilie 1948, Haga, Olanda de Sud, Țările de Jos – d. 10 aprilie 2020, Amsterdam, Țările de Jos) a fost o membră a Parlamentului Țărilor de Jos. Ea a fost membră a Senatului din partea Partidului Muncii (PvdA) între 8 iunie 1999 și 7 iunie 2011.
Tan s-a născut la Haga, într-o familie mixtă Indiile de Est-China, originară din Indiile de Est Neerlandeze. Neerlandeza era limba cea mai vorbită de familie. Între 1968 și 1975 a studiat dreptul la Universitatea din Amsterdam.
În ultimii ani de viață a suferit de boala Parkinson. A decedat în Amsterdam, în vârstă de 71 de ani, din cauza COVID-19, în timpul pandemiei de coronaviroză.